# 大学講座
大学講座（だいがくこうざ）は、NHKで1966年4月4日から1982年4月3日まで放送された教育番組である。

## 概要
「放送で大学教育」の構想のもと、通信教育大学生の勉学を助け、一般成人にも大学レベルの教育を公開することを目的にした教育番組である。実際には放送大学開学に向けてノウハウを蓄積するのが最大の目的であった。『大学通信講座』を改題して1966年にスタートし、NHKが1970年代前半、関東・関西でアナログUHFテレビの実験放送を行っていた際には、国から受託してUHF実験局独自番組として編成されたこともあった。
放送大学開学に向けて体制が整い始め国からの事業委託が終わり、ラジオ第2での放送が無くなった1976年度ごろから生涯学習番組に路線変更を図り、1982年度『NHK市民大学』に改題した。

## NHKラジオ第2
放送期間
1966年4月4日 - 1976年4月3日
放送時間
- 1966・1967年度：月 - 土曜日 05:45 - 06:05／月 - 土曜日 23:40 - 24:00
- 1968・1969年度：月 - 土曜日 05:45 - 06:05／月 - 土曜日 23:00 - 23:20
- 1970年度 - 1973年度：月 - 土曜日 05:45 - 06:05／月 - 土曜日 17:00 - 17:20／月 - 土曜日 23:00 - 23:20
- 1974・1975年度：月 - 土曜日 05:45 - 06:05／月 - 土曜日 23:00 - 23:20

放送された講座
英語、経済学、政治学、心理学、文学、哲学、数学、教育学

## NHK教育テレビ
放送期間
1966年4月4日 - 1982年4月3日
放送時間
| 年度        | 本放送                                       | 再放送                       |
| ----------- | -------------------------------------------- | ---------------------------- |
| 1966・1967  | 月 - 土 06:30 - 07:00 日 08:30 - 09:00       |                              |
| 1968 - 1972 | 月 - 土 06:30 - 06:57.30 日 08:30 - 08:57.30 | 月 - 土 23:30 - 23:57.30     |
| 1973 - 1975 | 原則毎日 06:30 - 06:57.30                    | 原則毎日 23:30 - 23:57.30[1] |
| 1976 - 1981 | 月 - 土 06:30 - 06:57.30                     | 月 - 土 23:30 - 23:57.30     |
1968年度以降、再放送枠が当時の1日最終番組扱いとなり、2分半短縮された。これは、今日のように防災目的として総合系統が常時放送しているのと異なり、昭和時代のNHKが全波余程のことで無ければ日付が変わったら電波を止めたのによる。そのため朝は、7時の時報までの空き時間をBGM付き風景映像で穴埋めし、夜は番組終了後「考える人」複製像→「君が代」の放送終了映像と、“ブーメラン”タイプのID画面による局名告知を流して停波した。終了後の再放送枠に移動した『ドイツ語講座』『フランス語講座』『英語会話II』も、当該枠での放送が続いた間は同様の対応となった。

### 講座一覧

#### 1975年度まで
| 年度 | 月     | 火     | 水       | 木     | 金     | 土       | 日       |
| ---- | ------ | ------ | -------- | ------ | ------ | -------- | -------- |
| 1966 | 数学   | 数学   | 法学     | 法学   | 歴史   | 歴史     | 生物学   |
| 1967 | 数学   | 数学   | 法学     | 法学   | 歴史   | 歴史     | 生物学   |
| 1968 | 社会学 | 心理学 | 法学     | 歴史   | 経済学 | 教育原理 | 物理学   |
| 1969 | 社会学 | 心理学 | 法学     | 歴史   | 経済学 | 教育原理 | 物理学   |
| 1970 | 政治学 | 心理学 | 法学     | 歴史   | 経済学 | 教育原理 | 物理学   |
| 1971 | 心理学 | 経済学 | 法学     | 心理学 | 経済学 | 法学     | 自然科学 |
| 1972 | 法学   | 歴史   | 教育原理 | 法学   | 歴史   | 教育原理 | 自然科学 |
| 1973 | 法学   | 社会学 | 法学     | 社会学 | 歴史   | 文学     | 自然科学 |
| 1974 | 法学   | 社会学 | 法学     | 社会学 | 歴史   | 文学     | 自然科学 |
| 1975 | 法学   | 社会学 | 法学     | 社会学 | 歴史   | 文学     | 自然科学 |

#### 1976年度以降
市民文化講座スタイルに移行してからは半期1ユニットでの放送となった模様。各年度上段が上半期、下段が下半期で、氏名は担当講師。
| 年度 | 月                          | 火                            | 水                            | 木                            | 金                        | 土                          |
| ---- | --------------------------- | ----------------------------- | ----------------------------- | ----------------------------- | ------------------------- | --------------------------- |
| 1976 | 法学 現代社会と法           | 経済学 現代社会と経済学       | 文学 比較文学の展望           | 教育学 日本の近代と教育       | 自然科学 ヒトと脳         | 歴史 歴史・民族・風土       |
| 1976 | 法学 現代社会と法           | 経済学 現代社会と経済学       | 文化人類学 異なる文化への接近 | 政治学 政治学のことば         | 心理学 発達のメカニズム   | 社会学 社会科学における人間 |
| 1977 | 法学 現代法の課題           | 法学 経済思想の一人とその時代 | 自然科学 システムと情報       | 生態学 日本の近代と教育       | 文学 文学と社会           | 思想史 インドの思想と文化   |
| 1977 | 法学 現代法の課題           | 法学 経済思想の一人とその時代 | 教育学 生命の連鎖と人間       | 心理学 無意識の世界           | 数学 数学思想の展開       | 社会科学 「法」の科学理論   |
| 1978 | 政治を見る目                | 日本文学の"素材"              | 物質と生命                    | "知識"の哲学                  | 人間性の心理学            | 社甫詩抄                    |
| 1978 | "経済学"と市民社会          | 明治精神の構造                | 人間の病気と科学              | 生活変動と法                  | 近世革新思想の系譜        | 中国古代再発見              |
| 1979 | 現代国際関係論 川田侃       | 日本の近代化と文学 中村光夫   | 行動の生物学 桑原万寿太郎     | 社会的人権と思想 沼田稲次郎   | 中国科学技術史 薮内清     | 社会構造の分析 中根千枝     |
| 1979 | 転換期の資本主義 宮崎義一   | 科学と文学 加藤周一           | 情報と認識 北川敏男           | 近代刑法の展開 福田平         | "発達"の心理学 東洋       | 日本の国家像 上山春平       |
| 1980 | 大江戸の文化 西山松之助     | 近代憲法の思想 樋口陽一       | 物性の科学 近角聰信           | 日本人の生活と労働 大河内一男 | 日本語の特質 金田一春彦   | 西欧近代の絵画 高階秀爾     |
| 1980 | 日本の中世国家 永原慶二     | 都市と経済 宮本健一           | 遺伝と人間 松永英             | 日本社会の構造 福武直         | 不安の病理 笠原嘉         | 近代演劇の展開 河竹登志夫   |
| 1981 | 日本の古代宮都 岸俊夫       | 日本的経営 中川敬一郎         | 日本の現代建築 村松貞次郎     | 女性論の系譜 水田珠枝         | 漢字文化の世界 藤堂明保   | 現代の社会福祉 一番ヶ瀬康子 |
| 1981 | 西欧中世世界の展開 今野国雄 | 日本の経済思想 長幸雄         | 人間行動の科学 千葉康則       | 現代行政と法 下山瑛二         | 芸能の成立と伝承 三隅治雄 | イスラムの世界 嶋田襄平     |